# Werner Windhaus
Werner Windhaus (fl. XX secolo) è stato un bobbista tedesco.

## Biografia
Ai campionati mondiali vinse una medaglia d'argento e un bronzo:
- nel 1938, medaglia d'argento nel bob a quattro con Franz Kemser, Bobby Braumiller e Hanns Kilian.[1]
- nel 1939, medaglia di bronzo bob a quattro con Hanns Kilian, Franz Kemser e Bobby Braumiller.[1]